# Liste des guerres de l'Empire byzantin

L’Empire byzantin à sa plus grande extension sous Justinien Ier

On trouvera ci-après une liste des guerres ou conflits extérieurs dans lesquelles fut impliqué l’Empire byzantin depuis la fondation de Constantinople jusqu’à la disparition du dernier État successeur  en 1475. Cette liste ne se prétend pas  exhaustive : pratiquement tous les empereurs byzantins furent engagés dans une guerre ou un conflit  frontalier au cours de leur règne. Celles mentionnées dans cette liste ont marqué une étape importante dans l’histoire de l’empire.
Pour une liste des guerres civiles ou conflits internes de l’Empire, on se référera  à l’article « Liste des révoltes et guerres civiles byzantines ». Pour une liste des guerres ou conflits ayant impliqué la République romaine ou l’Empire romain avant la fondation de Constantinople, voir les articles  « Guerres civiles romaines » et « Liste des guerres de la République romaine ».

## IVeetVesiècles
- 337-363 : Guerre  contre les Perses sassanides

Chapour II tente de conquérir, avec des succès variés, les grandes forteresses de la Mésopotamie romaine. Après que l’empereur Julien ait été tué au combat, son successeur, Jovien, doit conclure une paix ignominieuse  par laquelle cinq provinces romaines sont cédées aux Perses; les Romains promettent de ne plus interférer en Arménie.
- 421-422 : Guerre contre les Perses sassanides

Cette guerre est causée par la persécution des chrétiens menée par le roi sassanide Vahram V en réponse aux attaques des chrétiens contre les temples zoroastriens. L’empereur Théodose II déclare la guerre à Vahram, lequel après quelques victoires, est obligé de signer une paix retournant au statu quo ante.
- 438-441 : Guerre contre les Perses sassanides

Les Romains ayant construit des fortifications dans le territoire perse voisin de Carrhae, Yazdgard II attaque l'Empire romain d'Orient avec une armée composée de diverses nations. Les Romains sont pris par surprise. L’invasion des Vandales en Afrique du Nord oblige Théodose II à négocier une paix que Yazdgar est forcé d’accepter devant lui-même faire face à l’invasion  des Kidarites en Parthie et en Khwarezm. Les deux empires promettent de ne plus construire de fortifications dans les territoires frontaliers.
- 492-497 : Guerre d’Isaurie

Guerre qui opposa de 492 à 497 l’armée de l’Empire romain d’Orient à un groupe de rebelles isauriens dans la région des monts Taurus (actuelle Turquie). Tôt après son avènement, l’empereur Anastase avait chassé les Isauriens qui s’étaient installés dans des postes de commande à Constantinople. Cette décision devait déclencher une révolte qui durera cinq ans. La bataille de Cotyaeum, remportée par les troupes impériales, permettent  à l’empereur de reprendre le dessus.

## VIesiècle
- 502-506 : Guerre d’Anastase contre Kavadh

Cette guerre débute après une longue période de paix au cours de laquelle chacun des deux empires doit  lutter contre des invasions venues de l’extérieur. Le shah Kavadh revendiquait depuis longtemps auprès des Byzantins les sommes promises pour la défense des « Portes d’Alexandre » qui donnent accès au Caucase. Cette guerre n'entraine aucun changement territorial d'importance, mais est le premier grand conflit entre les deux puissances depuis 440, et le prélude à une longue série de guerres au cours du siècle suivant.
- 526-532 : Guerre d’Ibérie

Conflit opposant  l'Empire byzantin et l'Empire sassanide dans les régions du Royaume d'Ibérie (à l'est de l'actuelle Géorgie). Il s’achève par la conclusion d’un statuquo territorial : les conquêtes réalisées par les deux belligérants durant la guerre sont restituées. Les Byzantins conservent la région du Lazique tandis que les Perses récupérèrent l'Ibérie. L'Empire Byzantin accepte par ailleurs de payer un tribut de 11 000 livres d'or à l'Empire sassanide au titre d'anciennes dettes contractées lors du traité de 506.
- 533-555 : Campagnes de Justinien en Afrique du Nord et en Italie

L’empereur byzantin Justinien Ier se lance dans un ambitieux programme de reconquête territoriale, programme qu’il ne peut réaliser qu’en partie en raison de l’arrivée de nouveaux envahisseurs  (Avars, Lombards et Slaves), d’une épidémie de peste et de catastrophiques  tremblements de terre.
- 533-534 : Guerre contre les  Vandales en Afrique du nord

Guerre contre  les Vandales qui occupaient l’Afrique du Nord romaine depuis le début du IVe siècle av. J.-C. et y avaient installé le Royaume de Carthage en 533-534. Première des guerres de Justinien Ier pour la reconquête de l’Empire romain d’Occident, elle se terminera par l’annexion du royaume vandale.
- 534-548 : Guerre contre les Maures en Afrique

Lorsque les Byzantins étaient arrivés en Afrique, les Maures avaient d’abord adopté  une attitude de neutralité, puis de loyauté après les premières victoires des conquérants. Mais après le départ de Bélisaire, ils se révoltent à deux reprises contre Rome. La paix est restaurée par le général Troglita qui promet une certaine autonomie aux Maures, lesquels deviennent des « foederati » de l’empire.
- 535-554 : Guerre contre les  Goths en Dalmatie et en Italie

Cette guerre est la conséquence de la décision de Justinien Ier en 535 de reconquérir les provinces romaines occidentales perdues à la fin du siècle précédent lors de leur conquête par les Hérules d'Odoacre puis par les Ostrogoths de Théodoric le Grand. L’Italie redevient pour un court laps de temps province byzantine.
- 541-562 : Guerre lazique contre l’Empire sassanide

Elle a comme enjeu la région de la Lazique (ou Egrisi, à l’ouest de la Géorgie actuelle). Elle dure une vingtaine d’années entre 541 et 562  et s’achève finalement sur un statuquo territorial.
- 552-555 : Intervention byzantine en  Espagne

Depuis les « invasions barbares », l'Espagne est occupée par le royaume wisigoth établi progressivement dans le courant du Ve siècle et converti au christianisme arien. Au sud de ce royaume, les citoyens romains, attachés au christianisme nicéen, demandent l’aide de Justinien, lequel envoie  en 552 une force expéditionnaire  qui parvient en trois ans à s'emparer de la partie sud-est de la péninsule, correspondant grosso modo au sud de l'actuelle Andalousie, avec laquelle est créée la province d’Espagne.
- 560-578 : Guerre contre le royaume romano-maurique de Garmul

Au cours de la décennie 560, le roi maure Garmul lance des raids contre le territoire romain. Pas moins de trois généraux romains sont  défaits avant que l’empereur Tibère II Constantin n’envoie le général Gennadius rétablir la situation. Garmul est tué en 579 et la Tigitane de même que la Césaréenne retrouvent la paix.
- 568-626 : Guerres contre les Avars

Série d'affrontements entre l'Empire byzantin et le Khaganat avar au cours de la deuxième moitié du VIe siècle et la première moitié du VIIe siècle dans les Balkans et en Grèce. Elles débutent avec l'arrivée des Avars en Pannonie, poussés vers l'ouest par le khaganat turc, et la prise de Sirmium  en 581 ou 582, laquelle leur ouvre le chemin des provinces balkaniques de l'Empire byzantin. La guerre que mène l’Empire byzantin contre les Perses au même moment  permet aux Avars diverses offensives dont le siège de Constantinople de 626.
- 568-750 : Guerres contre les Lombards en Italie du Nord

Série de conflits intermittents  entre les Romains et les Lombards déclenchée par la volonté du roi lombard Alboin de s’installer en Italie du Nord. Les Lombards sortent victorieux de cette guerre avec la conquête de l’exarchat de Ravenne en 750.
- 572-591 : Guerre contre l’Empire sassanide dans  le Caucase

Elle commence par des révoltes pro-byzantines dans la région du Caucase soumise à l’Empire perse. Celles-ci s’étendent  ensuite à la Mésopotamie, à l’Anatolie, à la Syrie et au nord de l’Iran. Elle sera l’avant-dernière guerre avant le conflit de 602 à 622.
- 589 : Guerres contre les Lombards concernant la vallée du Po

Affrontements  dans la région drainée par les fleuves Adige, Mincio, Brenta, Sile et Piave. Ils s’accompagnent d’inondations causées d'abord par les Goths puis par les Lombards qui rompent les remblais ou ne les comblent point, et ce faisant empêchent les Italo-byzantins de reprendre du terrain.
- 582-602 : Campagnes de Maurice dans les Balkans

Série d'opérations militaires menées  par l'empereur byzantin Maurice contre les Avars et les Slaves qui ont  franchi le Danube. Victorieuses, ces campagnes permettent progressivement de porter la guerre au nord du Danube, en territoire ennemi. Très couteuses, elles débouchent  en 602 sur la révolte de Phocas et le renversement de Maurice.

## VIIesiècle
- 602-628 : Dernière guerre contre les Perses sassanides

Allié de Maurice, l’empereur sassanide Khosro saisit le prétexte du meurtre de celui-ci par le nouvel empereur Phokas pour déclarer la guerre à l’Empire byzantin. Ce sera la plus longue et la plus sanglante des guerres entre les deux empires, s’étendant sur plus de vingt ans et enflammant l’Égypte, le Levant, la Mésopotamie, le Caucase et l’Anatolie.
- 626 : Siège de Constantinople

Le siège de Constantinople en 626 intervient dans le cadre d'un conflit de grande envergure qui  oppose, à partir de 602, l'Empire byzantin aux Perses sassanides ainsi que des campagnes pour refouler les Avars. Entre 602 et 622, les Byzantins connaissent nombre de défaites. À cette date toutefois, Héraclius lance une grande controffensive contre les Sassanides qui assiègent la capitale en 626; le siège  se termine par une victoire décisive des Byzantins qui, avec d'autres victoires obtenues par Héraclius  en 627, permet à Constantinople de retrouver ses territoires et de faire respecter un traité qui lui est favorable sur les frontières.
- 633-698 : Première expansion de l’Islam

En 633 commencent  les attaques des Arabes contre l'Empire  byzantin et le nouvel Empire sassanide, ces deux empires sortant affaiblis par les conflits qui les ont opposés depuis des décennies. Les  Byzantins perdent en 636 la Palestine et la Syrie, en 640/642 l'Égypte et en 698 l'Afrique du Nord au profit des Arabes.
- 645-656 : Nouveau conflit avec le califat

Durant son règne comme calife, Uthman avait continué la politique de conquête de son prédécesseur Uman, s’emparant de l’Afrique du Nord, des territoires côtiers de la péninsule ibérique, des iles de Rhodes et de Chypre. Cette avance est arrêtée lorsque Uthman est renversé par Ali lors du début de la « Grande discorde ».
- 647-709 : Conquête omeyyade de l’Afrique du Nord

Commencée peu après la mort de Mahomet en 632, la conquête musulmane vise les territoires contrôlés par les Berbères et les Byzantins en Afrique du Nord. Elle se fera en trois étapes, la conquête musulmane du Maghreb débutant avec la bataille de Sufetula (aujourd’hui Sbeïtla en Tunisie) en 647 et s'achevant avec la perte par l'Empire byzantin de ses dernières forteresses au profit du califat omeyyade, en 709.
- 674-678 : Siège de Constantinople

Le premier siège de Constantinople par les Arabes est le point culminant de la stratégie expansionniste du calife omeyyade Muʿāwiya Ier contre l'Empire byzantin. Se servant de la péninsule de Cyzique comme base hivernale, les Arabes attaquent chaque printemps les fortifications de la ville. Finalement, les Byzantins, dirigés par Constantin IV, réussissent à les repousser grâce à l’utilisation du feu grégeois. De plus, ils parviennent à vaincre l'armée des Arabes en Asie Mineure, ce qui contraint ces derniers à lever le siège, à restituer les iles de la Méditerranée qu’ils occupaient et à payer un tribut annuel à Constantinople.
- 676-678 : Siège de Thessalonique par des tribus slaves

Profitant du fait que les autorités de Constantinople doivent faire face au premier siège arabe de Constantinople, les tribus slaves voisines tentent de s’emparer de la cité byzantine de Thessalonique. Une fois délivré du péril arabe, l’empereur envoie une flotte libérer la cité.
- 680-681 : Campagne de Constantin IV contre les Bulgares du khan Asparoukh

Lui-même chassé de son territoire traditionnel par les Khazars, Asparoukh s’empare de Varna et d’autres villes de la région. Constantin doit signer un traité avec lui, reconnaissant la possession des villes conquises et la création d'un nouvel État bulgare en Mésie.
- 688-689 : Campagne de Justinien II pour défendre le littoral de la Thrace et de la Macédoine

Ayant conclu la paix avec Abd al-Malik en 685, Justinien peut tourner son attention vers les Balkans dont une bonne partie a été perdue au profit de populations slaves. En 687 Justinien transfère sa cavalerie d’Anatolie vers la Thrace. La campagne de 688-689 lui permet  de vaincre les Slaves de Macédoine. Nombre d’entre eux sont  déportés à l’intérieur de l’empire; plus de 30 000 hommes sont incorporés dans l’armée byzantine.
- 689 : Nouveau traité avec les Arabes d’Abd al-Malik

En Syrie, un peuple indigène chrétien, allié des Byzantins, les Mardaïtes, continuent leurs raids jusqu’au Mont Liban et en Galilée;  les Byzantins reprennent  brièvement Antioche en 688. Affaiblis par leurs défaites en Irak, les Arabes concluent un nouveau traité en 689 avantageant grandement les Byzantins. En plus de renouveler les termes de celui de 685, le traité établit un condominium arabo-byzantin sur Chypre, l’Arménie et l’Ibérie dont les revenus seront partagés entre les deux puissances; de plus les Byzantins s’engagent à reprendre les Mardaïtes sur leur territoire.
- 692-718 : Continuation des guerres avec les Arabes sur divers fronts

La bataille de Sebastopolis en 692 voit  reprendre les conflits entre les deux empires. Cette défaite byzantine et des remous politiques internes conduisent à la perte graduelle de l’Arménie et de la Cilicie. En dépit de certains succès remportés par l’empereur Héraclès, les Arabes continuent leurs raids annuels en Anatolie. Carthage tombe définitivement en 698 marquant la fin de la présence byzantine en Afrique du Nord. À partir de 712, les Arabes pénètrent de plus en plus profondément en Anatolie, leur but étant de s’emparer de Constantinople dont ils font à nouveau le siège en 717-718.

## VIIIesiècle
- 708 : Guerre contre la Bulgarie

Dans la deuxième moitié du VIIe siècle av. J.-C., les Bulgares sous la direction d’Asparoukh quittent leur territoire et envahissent la Mésie et la Thrace byzantines. En 708 Justinien II se retourne contre les Bulgares qui l’avaient pourtant accueilli lors de son exil. Ayant établi son camp à Anchialos, Justinien est  surpris par l’armée bulgare cachée à proximité et ne doit son salut qu’à la fuite.
- 720-740 : Reprise des raids annuels arabes contre  l’Empire byzantin

Après l’échec du siège de Constantinople, les Arabes avaient repris en 720/721 leurs raids annuels terrestres contre Byzance, quelques fois accompagnés d’une attaque maritime. En 740, ils entreprennent une campagne plus importante avec une  armée forte de près de 90 000 hommes. Pendant qu’une partie de celle-ci pille la côte, une deuxième partie se dirige vers Akroinon où elle rencontre l’armée de l’empereur Léon, lequel remporte une victoire écrasante, faisant quelque 20 000 prisonniers.
- 741-755 : Campagne de Constantin V contre les Arabes

Profitant du fait que les Arabes sont en proie à la guerre civile et ayant lui-même mis fin à la rébellion d’Artabasde, Constantin V  s’empare en 746 de Germanicia. Après une suspension des hostilités à la suite de la peste de Jérusalem, la marine byzantine parvient à s’imposer autour de Chypre, alors que l’armée prend Mélitène et (sans doute à ce moment) Andrinople. En 755, Constantin V fait une nouvelle expédition cette fois plus au nord, s’emparant de la forteresse frontalière de Kamacha, puis de la cité arménienne de Theodosiopolis.
- 755-775 : Guerre de Constantin V contre les Bulgares

Profitant de l’apaisement sur le front oriental, Constantin V mènera pas moins de neuf campagnes contre les Bulgares. Il vainc ceux-ci une première fois à  la bataille de Marcellae (756). Les Bulgares sont alors en proie à une guerre civile qui voit plusieurs khans se succéder sur le trône. Il remporte une victoire décisive près d’Anchialos en 763. En 774-775, le nouveau khan Telerig lance un raid sur la Macédoine, mais son armée tombe dans une embuscade et est vaincue lors de la bataille de Lithosoria. Telerig, gravement affaibli par cet échec, doit quitter la Bulgarie et trouver refuge à Constantinople.
- 775-783. Guerre contre les Arabes abbassides

Ceux-ci  ont recommencé  leurs raids après la mort de Constantin V. Après une sévère défaite à Germanicopolis en 779/2780, les Arabes se reprennent et, sous la conduite d’Hâroun ar-Rachîd qui n’était pas encore calife, lancent en 780-782 une série d’attaques leur permettant d’atteindre les faubourgs de Constantinople. Une trêve est conclue en 783.
- 780-783 : Raids bulgares dans la vallée du Strymon

Sous le commandement du khan Kardam, les Bulgares se livrent à de nombreux raids qui se concluent par un accord de non-agression et  un tribut annuel.
- 783 : Expédition de Staurakios contre les Sklavinies de Grèce

Après avoir été prisonnier des Turcs, le premier ministre de l’impératrice Irène, Staurakios, conduit une expédition contre les Sklavinies (communautés autonomes slaves) de Grèce. Cette marche permet de restaurer l’autorité impériale dans des régions durement frappées par la progression slave et de renflouer le trésor grâce au butin et tributs récoltés en cours de route.
- 791-792 et 796 : Campagnes de Constantin VI contre les Bulgares

Après que le khan Telerig se soit  réfugié à Constantinople, son successeur  Kardam reprend la guerre contre Byzance, pénétrant à l’intérieur de la vallée du Strymon en 789. En représailles, Constantin VI  lance une campagne dans le nord de la Thrace en avril 791. Après une première défaite en 791, les Byzantins reviennent à la charge l’année suivante mais sont vaincus par les Bulgares près de Marcellae. Constantin VI doit négocier la paix avec Kardam à qui il devra payer tribut.
- 797-809 : Nouvelle invasion  d’Hâroun ar-Rachîd

Hâroun ar-Rachîd était devenu calife en 786. À Constantinople, l’impératrice Irène fut déposée en 802; son successeur, l’empereur Nicéphore décida de cesser le paiement du tribut qu’avait consenti Irène, ajoutant  que c’étaient les Byzantin qui auraient dû recevoir un tel tribut. Insulté Hâroun ar-Rachîd se lance dans une invasion de grande ampleur qui force Nicéphore à conclure  une entente humiliante et à reprendre entre autres le paiement du tribut annuel. Ceci ne suffit pas à assurer la paix. Les Arabes reprennent leurs campagnes en Asie mineure. Ils  ont d’abord le dessus, mais une révolte dans le Khorasan facilite une contre-offensive byzantine en 807-809. Une trêve en 809 restaure le statuquo et la mort d’Haroun déplace à nouveau le centre des conflits vers les Balkans.

## IXesiècle
- 808-816 : Campagnes successives contre les Bulgares

En 809, Kroum s’empare de Sardica dont il rase la forteresse. Nicéphore Ier se hâte de faire relever la forteresse et, deux ans plus tard, marche contre la capitale bulgare de Pliska. La bataille de Pliska voit le khan bulgare Kroum défaire l’empereur Nicéphore Ier le 26 juillet 811. Par la suite, le khan  continue ses raids sur la Thrace orientale et remporte une importante victoire à la bataille de Versinikia . Après la mort de Kroum, Léon V l’Arménien défait les Bulgares à la bataille de Mesembria et force  la signature d’un traité de paix de trente ans.
- 827-902 : Conquête de la Sicile par les Arabes

Les Arabes d’Afrique avaient fait leur apparition en Sicile en 827. Après s’être emparés de Palerme en 831, ils établissent une principauté arabe qui s’étend progressivement  aux dépens des Byzantins : Messine (842), Syracuse (878) et enfin, Taormine (902), perte qui marque la fin du thème byzantin de Sicile.
- 830-841 : Guerre contre les Abbassides

Durant cette guerre les califes  Al-Ma'mūn et al-Muʿtas̩im se lancent dans d’importantes campagnes d’invasion en territoire byzantin. En dépit d’une défaite lors de la bataille d'Anzen et du sac d’Armorium en 838, l’empereur Théophile conclut une trêve en 841 qui n’implique aucune perte de territoire. Les raids des émirats musulmans frontaliers n’en continuent pas moins.
- 830 : Raids des Rus’ en Paphlagonie

Premier contact connu entre les Rus’ et l’Empire byzantin. Toutefois, la date est incertaine et pourrait en fait n’avoir été que le premier épisode du raid contre Constantinople en 860. Les Rus’ se seraient attaqués à la Propontide se dirigeant vers Constantinople; pour une raison inconnue ils auraient changé de cap et vont plutôt piller la Paphlagonie.
- vers 844-878 : Guerre contre les Pauliciens

Soutenus par les empereurs iconoclastes et Nicéphore Ier, les Pauliciens se répandent dans les régions orientales d’Asie mineure. En 842-843, avec le retour à l’orthodoxie  et au culte des images, l'impératrice Théodora lance une violente persécution contre la secte. En 872, le domestique des Scholes Christophore, remporte une victoire décisive et détruit leur citadelle de Tephriké. Cette victoire permet une nouvelle avance des Byzantins en Orient.
- 851-863 : Guerre contre les émirats abbassides

Dans les années 850, les émirats de Mélitène et de Tarse sont la menace la plus importante pesant sur l'Empire byzantin. À l’été 863 les deux émirs mènent une offensive en Cappadoce où sont également présents les Pauliciens. L’armée byzantine rencontre l’armée de l’émir de Mélitène à Poson. Les forces arabes sont complètement détruites et les Byzantins reprennent l’initiative sur leur front oriental.
- 860 : Raid rus’ contre Constantinople

En juin 860, des navires rus’ pénètrent dans le Bosphore et pillent les alentours de Constantinople alors que l’armée impériale est occupée par des campagnes défensives contre les Arabes. L’invasion se serait poursuivie jusqu’au début d’aout mais les sources ne fournissent aucune indication quant à l'issue de l'invasion et aux motifs pour lesquels les Russes se retirent.
- 855-856 : Courtes  campagnes  contre la Bulgarie

L’Empire byzantin veut  regagner le contrôle de certaines régions de la Thrace incluant Philippopolis (Plovdid) et les ports du golfe de Bourgas sur la mer Noire. Les forces byzantines conduites par l’empereur et le césar Bardas réussissent à reconquérir un certain nombre de cités dont Philippopolis, Develte, Anchialos et Mesembria de même que la région de Zagora.
- 871-885 : Campagnes de Basile Ier

Après son arrivée au pouvoir en 867, Basile Ier se lance dans une série d’expéditions, d’abord en Mésopotamie du Nord (871-873), puis contre les Arabes en Sicile et dans l’Italie du sud. Bien qu’il ne puisse empêcher la perte finale de la Sicile, il parvient à chasser les Arabes du sud de l’Italie et de la Dalmatie, jetant ainsi les fondations du catépanat d’Italie.
- 894-896/897 : Guerre contre la Bulgarie

Cette guerre a comme cause immédiate la décision de l’empereur byzantin Léon VI de transférer le marché concédé aux Bulgares de Constantinople vers Thessalonique, occasionnant à ces derniers des frais considérables et privant la Bulgarie de ses accès commerciaux traditionnels. Elle se termine par une victoire bulgare lors de la bataille de Bulgarophygon. Les Byzantins acceptent de payer un tribut et de restaurer les droits des Bulgares à commercer à Constantinople.

## Xesiècle
- 907 : Raids des Rus’ contre Constantinople

Expédition menée selon la Chronique des Temps Passés par Oleg le Sage qui, par ruse, amène ses bateaux sous les murailles de Constantinople. Cette expédition aurait mené au traité de 911 entre les Rus’ et les Byzantins. Paradoxalement, aucune source grecque ne fait mention de cette expédition.
- 913-927 : Guerre contre la Bulgarie du tsar Siméon

Elle est provoquée par la décision de l’empereur byzantin Alexandre de cesser le paiement du tribut annuel concédé à la Bulgarie après la guerre de 894-896. Épuisés par l’effort de guerre, les deux pays scellent une entente en 927 par laquelle le successeur de Siméon, Pierre Ier se voit reconnaitre le titre de « tsar » de Bulgarie et  reçoit un tribut annuel des Byzantins.
- 926-944 : Offensive byzantine en Orient sous la direction de Jean Kourkouas

Pour la première fois depuis près de deux cents ans, les Byzantins  font une percée en Orient. Les émirats de Mélitène et de Qaliqala sont conquis, ce qui permet d'étendre le contrôle byzantin sur le haut Euphrate et sur l'Arménie occidentale. Elle marque le début de l'« Âge des Conquêtes » byzantines pendant le Xe siècle.
- 941-945 : Raids des Rus’ contre Constantinople

La guerre se déroule en deux étapes : la première en 941 voit les Rus’ et leurs alliés, les Petchenègues, envahir la Bithynie et arriver aux portes de Constantinople. En 943 ou 944, les Rus’ lancent une nouvelle offensive sur le littoral de la Caspienne et parviennent encore une fois jusqu’à Constantinople. Un nouveau traité est négocié, moins favorable aux Rus’ que celui signé sous Oleg.
- 948-962 : Raids et contre-offensives le long de la frontière entre les Empires byzantin et divers émirats arabes, en particulier celui d’Alep

Après avoir créé  l'émirat chiite d'Alep, recouvrant la grande majorité du nord de la Syrie et certaines régions occidentales de la Djézireh, Sayf al-Dawla se trouve confronté aux Byzantins. Jusqu'à sa mort, il mène une lutte sans relâche contre l'Empire chrétien mais sans parvenir à remettre en cause le contrôle croissant des Byzantins sur les cols du Taurus.
- 960-961 : Expédition de Nicéphore Phokas contre l’Émirat de Crête

Depuis sa conquête par les Arabes en 824, la Crète est  devenue la base arrière de pirates pillant le pourtour des territoires  byzantins. Les Byzantins tentent durant des années  de reprendre l’ile. La prise de Chandax assure aux Byzantins la reconquête de la Crète qui devient une province de grande importance stratégique.
- 964-965 : Conquête byzantine de la Cilicie

Pays de pirates et de contrebandiers, l'est de la Cilicie avait été conquis au VIIIe siècle par le califat arabe des Abbassides. Au Xe siècle, l’Empire byzantin reconquiert l’ensemble de la Cilicie, formant, dans le centre et l’est du pays, les thèmes de Tarse, Anazarbe et Mopsueste.
- 964-975 : Offensive byzantine en Orient

Continuant sur cette lancée, Nicéphore II Phokas et Jean Ier  Tzimiskès conquièrent Chypre, une grande partie de l’ouest de l’Arménie et du nord de la Syrie. Alep devient vassal de l’Empire.
- 968-971 : Guerre contre la Rus’ kiévienne en Bulgarie

Conflit qui débute en 967 ou 968 et se termine en 971. Sviatoslav, souverain de Kiev, envahit la Bulgarie à l’instigation de Byzance. Dans les deux années qui suivent, Sviatoslav fait prisonnier le tsar Boris II, s’empare de la presque totalité de la Bulgarie et menace de continuer vers Constantinople. Après son avènement, Jean Tzimiskès envoie son beau-frère, Bardas Skleros, repousser les Rus’ hors de Thrace. Lui-même vient mettre le siège devant Silistra où il défait Sviatoslav. Une trêve est conclue et les Rus’ quittent le pays après avoir reçu armes et provisions pour le retour chez eux.
- 976-1018 : Résistance contre les Byzantins menée par la maison des Comitopouloï

Après avoir amené le tsar Boris II prisonnier à Constantinople en 971, Jean Tzimiscès rattache la partie orientale de la Bulgarie à l’Empire byzantin. La partie occidentale demeure sous la direction de quatre frères, fils du comte Nicolas (d’où le surnom de « fils du comte »), dont le dernier, Samuel, est  vaincu par Basile II à la bataille du Styrmon où il fait aveugler les 14 000 survivants bulgares.
- 986 : Bataille des Portes de Trajan

Bataille entre l'Empire byzantin et les forces bulgares qui se déroule en 986 dans la passe des Portes de Trajan. L'armée byzantine y est complètement détruite et Basile II lui-même échappe de peu à la capture.
- 992-999 : Guerre contre les Fatimides pour la possession d’Alep

En 992, une rébellion de la population musulmane de Laodicée, le port d'Antioche, est réprimée par le général byzantin Michel Bourtzès. La même année, celui-ci subit deux défaites. Affaiblies les forces byzantines doivent faire face aux Fatimides en 995 qui assiègent Alep. Basile lui-même doit interrompre ses opérations contre la Bulgarie et lancer une campagne éclair pour libérer la ville, à la suite de quoi il négocie un accord de paix de dix ans.

## XIesiècle
- 1014 : Bataille de la passe de Kleidion

Cette bataille a lieu le 29 juillet 1014 entre la Bulgarie et l’Empire byzantin près de l’actuel village de Klyuch; elle constitue le point culminant des hostilités entre les deux empires et se termine par une victoire décisive des Byzantins.
- 1018 : Conquête byzantine de la Bulgarie

Bien que la bataille de la passe de Kleidion ne marque pas la fin du conflit byzantino-bulgare, les pertes de l'Empire bulgare sont telles qu'il n'a plus les moyens de résister aux Byzantins. Après la mort de Samuel, la Bulgarie est définitivement vaincue en 1018   lors de la bataille de Dyrrachium. Les Serbes et les Croates sont forcés de reconnaitre la suprématie byzantine et le Danube redevient la frontière de l’empire pour la première fois depuis le VIIe siècle.
- 1021-1022 : Campagnes de Basile II en Géorgie

Vers 1018, Basile II était partie en campagne en Transcaucasie, où le roi Georges Ier avait pris possession des territoires que son père Bagrat III avait cédés à l'Empire byzantin. Il vainc l’armée de Georges Ier à la difficile bataille de Shirimni en septembre 1021. L’hiver suivant le roi d'Arménie, ancien allié de Georges, fait de même; le roi Sénéqérim-Hovhannès de Vaspourakan  ne pouvant se défendre contre les Seldjoukides, donne également son royaume à Basile en échange du poste de stratège du thème de Sébastée.
- 1030-1032: Guerre contre les Arabes en Syrie

En 1030, contre l'avis de ses officiers, Romain III Agyre conduit en personne une expédition contre les Mirdassides d'Alep qui ont pourtant reconnu la suzeraineté byzantine. La campagne est un échec important. Le général Georges Maniakès parvient quelque peu à rétablir la situation en s’emparant d’Édesse. L'émir Nasr consent finalement à signer  un traité dans lequel il reconnait Romain III comme son suzerain, accepte de lui payer un tribut annuel et de lui fournir des troupes.
- 1038-1043 : Campagnes de Georges Maniakès en Sicile et dans le sud de l’Italie

En 1035, Maniakès est envoyé en Sicile secourir le gouverneur Apolaphar Mouchoumet aux prises avec son frère. Il n’arrivera qu’en 1038; entretemps toutefois les deux  frères se sont réconciliés et ont fait appel aux Carthaginois. Progressivement, Maniakès prend  le contrôle de l’ile défaisant les Carthaginois. À la suite d’accusations, le général est rappelé à Constantinople pendant que les Carthaginois reprennent les positions perdues. Libéré, Maniakès reprend la Sicile et passe en Italie avec des troupes insuffisantes. À nouveau accusé, il quitte l’Italie et se révolte contre le nouveau souverain, Constantin IX.
- 1040-1041 : Soulèvement de Pierre Deljan en Bulgarie

Révolte des Bulgares contre le régime de taxation instauré par Jean l’Orphanotrope et l’appauvrissement croissant des paysans. C’est  la plus importante et la mieux organisée d’une série d’insurrections qui conduira au rétablissement de l’ancien Empire bulgare sous Ivan Asen Ier et son frère Pierre IV en 1187.
- 1042 : Bataille de Bar

Cette bataille se déroule le 7 octobre 1042 entre l’armée d’Étienne Vojislav, prince de Duklja, et l’armée byzantine. Elle se termine par une importante défaite des Byzantins et l’affirmation de l’indépendance de la Duklja qui devient l’une des principales principautés serbes.
- 1043 : Siège de Constantinople par les Rus’

Incursion navale de 1043 dirigée contre Constantinople à l'instigation de Iaroslav le Sage  et commandée par son fils aîné, Vladimir. La flotte rus’ est détruite grâce au feu grégeois, et un contingent dirigé par Vychata (qui n’a pas pris part à la bataille navale) est capturé par les Byzantins. Ce dernier reçoit la permission de rentrer à Kiev après la signature d’un traité de paix.
- 1048 : Première confrontation entre les Byzantins et les Turcs seldjoukides

La bataille de Kapetrou est le point culminant d'un raid lancé par Ibrahim Inal dans l'Arménie byzantine. La bataille se termine sans résultats probants. Byzantins et  Turcs s'envoient ensuite des ambassades qui aboutissent à la  mise en place de relations diplomatiques entre Constantinople et le sultan Toghrul-Beg et à une suspension  des pillages jusqu’en 1054.
- 1049-1053 : Révolte des Petchenègues en Thrace

En 1049, l'empereur byzantin Constantin IX Monomaque décide de transférer 15 000 guerriers petchenègues de leurs positions dans les Balkans vers le front oriental. Après s’être rebellés, ils pillent les environs d’Andrinople, puis la Macédoine et la Thrace. Il faudra presque trois ans de guérilla impliquant Varègues, Francs et autres mercenaires occidentaux pour les vaincre.
- 1068-1071 : Siège de Bari

Les troupes normandes de Robert Guiscard commencent le siège de Bari, capitale du Catépanat d’Italie, en aout 1068. Il leur faudra près de trois ans pour pouvoir entrer dans la ville, mettant ainsi un terme à plus de cinq siècles de présence byzantine dans le sud de l’Italie.
- 1071: Bataille de Manzikert

Cette bataille est  le point culminant des tensions entre l’Empire byzantin qui a repris l’initiative en Orient et les Seldjoukides devenus la force dominante du monde musulman. L’armée byzantine de l’empereur Romain IV Diogène est mise en déroute par celle du sultan seldjoukide Alp Arslan. Plus importante sur le plan psychologique que militaire, cette bataille marque le début de l’invasion de l’Anatolie par les forces turques.
- 1078 : Création du sultanat de Roum

Après la défaite de Manzikert, le sultan Suleyman établit le « Sultanat de Roum » en Anatolie avec l’accord des autorités byzantines;  la ville de Nicée, tombée entre leurs mains, en deviendra la capitale.
- 1081-1085 : Première guerre contre les Normands

Après avoir établi son autorité en Italie aux dépens des Byzantins, Robert Guiscard envahit les Balkans. Une première défaite des Byzantins à Dyrrhachium est compensée par la défense victorieuse de la Thessalie et les victoires navales remportées avec l’aide des Vénitiens après l’accession d’Alexis Ier au pouvoir.
- 1081-1095 : Campagnes seldjoukides en mer Égée

Opérations navales des Turcs seldjoukides, sous le commandement de Zachas de Smyrne. Ancien détenu, puis vassal byzantin, Zachas se rebelle contre l'empire lors de l'ascension au trône d'Alexis Ier Comnène. Il commence par conquérir certaines iles particulièrement importantes de la mer Égée avant d’être défait une première fois par Alexis. S’il réussit à reprendre le contrôle de ces iles, il est finalement défait à Lesbos par Constantin Dalassène et Jean Doukas, ce dernier reprenant la plus grande partie de la côte égéenne en 1097, après la mort de Zachas, assassiné par son beau-père.
- 1086-1091 : Révolte des Bogomiles  dans les Balkans

Fondé par le pope bulgare Bogomil, ce mouvement s’était développé en Bulgarie, puis en Serbie et ensuite en Bosnie, influençant une grande partie des Slaves méridionaux. Ils doivent faire face à la persécution de l'empereur byzantin Alexis Ier Comnène et du patriarche Michel II Courcouas.
- 1087 – 1091 : Campagnes d’Alexis Ier contre les Petchenègues

Cette bataille a lieu au mois d’aout entre les forces de l’Empire menée par Alexis Ier Comnène et les Petchenègues qui s’étaient établis dans la province byzantine de Paradounabon (nord de la Bulgarie). L’empereur avait mis le siège devant la ville de Distra (aujourd’hui Sililstra), dont il s’était emparé sans pouvoir prendre la citadelle. Devant cet échec l’empereur décide de se retirer mais ses forces sont rejointes et vaincues par des renforts Petchenègues. Pendant de longues années Petchenègues et Byzantins se combattront jusqu’à ce que ces dernières gagnent une victoire décisive à la bataille de Levounion en  1091.
- 1090-1095 : Guerre contre la Serbie

Après avoir fondé la grande-principauté de Serbie, Vukan pénètre en territoire byzantin alors qu’Alexis Ier combat  les Petchenègues. À deux reprises Alexis doit accepter les propositions de paix de Vukan étant lui-même menacé par de nouveaux ennemis, les Coumans.
- 1096-1097 : Première croisade

Première campagne venue d’Occident et ayant pour but, du moins à l’origine, la reprise de Jérusalem alors aux mains des Turcs. La traversée de l’Empire byzantin par des groupes croisés indisciplinés est cause de grande friction avec l’empereur Alexis Ier qui avait demandé l’aide de Rome, non pour la conquête de Jérusalem, mais pour la protection de son propre empire menacé par les Seldjoukides.
- 1097-1108 : Reprise de la guerre avec les Normands sous Bohémond Ier

En 1097, les Croisés s’emparent d’Antioche;  Bohémond de Tarente refuse de rendre la ville à l’Empire byzantin tel que convenu avec Alexis Ier  et s’y installe à demeure. Avec Richard de Salerne, il poursuit une politique d’expansion territoriale aux dépens à la fois des Byzantins et des Turcs. Ayant dû aller chercher des secours en Italie, Bohémond verra  son armée bloquée par les forces terrestres et maritimes byzantines. Il devra se résigner à signer  le Traité de Devol en 1108 reconnaissant l’empereur comme souverain de sa principauté.

## XIIesiècle
- 1113-1117 : Nouvelle guerre contre les Seldjoukides

Lors de la Première Croisade, les Byzantins avaient reconquis le littoral égéen et une grande partie de l'Anatolie occidentale. Mais l'échec de la croisade de secours avait permis aux Turcs seldjoukides et danichmendides de reprendre leurs opérations offensives contre l'Empire byzantin. À partir de 1113, les Turcs reviennent à la charge, mais sans succès. En 1115, le nouveau sultan de Roum, Malik Chah Ier tente de récupérer les provinces septentrionales de la péninsule anatolienne mais  en 1117, lors de la bataille de Philomélion, les Byzantins remportent une victoire qui oblige Malik Shah à stopper les raids turcs sur l'Anatolie byzantine et à reconnaitre au moins en théorie la suzeraineté byzantine sur le sultanat.
- 1124-1126: Guerre contre Venise

Après son accession au trône, Jean II Comnène refuse de reconnaitre le traité signé par son père en 1082 donnant à Venise des droits de commerce avantageux dans l’Empire byzantin. Après une attaque sur Kerkyra, Jean exile les marchands vénitiens de Constantinople. Venise réplique en envoyant une flotte pour attaquer les iles de Rhodes, Chios, etc. Cette guerre devenant ruineuse, Jean se résout en 1126  à reconfirmer  le traité de 1082.
- 1127-1129 : Guerre contre la Hongrie

Guerre disputée sur le Danube entre les forces hongroises et celles de l’Empire byzantin. On sait peu de choses sur cette guerre, les deux chroniqueurs de l’époque, Nicétas Choniatès et Jean Cinnamus, donnant des versions différentes des évènements. Les Hongrois finissent par céder et négocient  un traité qui confirme le contrôle byzantin sur Braničevo, Belgrade, Zemun et la région de Syrmie.
- 1136-1139 : Conquête du royaume arménien de Cilicie et vassalisation de la principauté d’Antioche

La Grande-Arménie avait été annexée par l’empire byzantin en 1045. Pendant les croisades, les Arméniens avaient aidé les croisés qui, en retour, leur avaient donné une certaine autonomie et avaient contracté nombre de mariages avec eux. Un gouvernement émerge en lutte avec le pouvoir byzantin pour le contrôle de la région. Le prince Léon Ier intègre les cités côtières de Cilicie à la principauté arménienne, mais est vaincu en 1137  par l'empereur Jean II. Comme ses prédécesseurs, le prince d’Antioche Raymond de Poitiers attaque la Cilicie. En réponse Jean II attaque Antioche et force Raymond à le reconnaitre comme suzerain.
- 1147-1148 : Roger de Sicile attaque et occupe Corfou, Thèbes et Corinthe

En 1147, Roger II de Sicile, après avoir consolidé son pouvoir et mené diverses expéditions contre l’Afrique du Nord, profite de la Deuxième Croisade pour mener plusieurs raids contre l'Empire byzantin. Sa flotte  s'empare de Corfou puis ravage les côtes de la Grèce, saccageant entre autres Thèbes et Corinthe. Les forces byzantines contrattaquent et Roger, dans une manœuvre de diversion, attaque Constantinople, mais sans succès.
- 1149-1152 : Guerre contre les Serbes aidés des Hongrois

En 1149, les Serbes sous la direction des frères Uroš  et Desa et avec l’aide de l’armée de Beloš de Hongrie se révoltent contre les Byzantins alors que l’empereur Manuel se trouve à Avlona planifiant une offensive de l’autre côté de l’Adriatique. Après avoir capturé diverses places fortes serbes, Manuel réussit à défaire les forces serbo-hongroises lors de la  bataille de la rivière Tara en 1050. Uroš devra reconnaitre Manuel comme son suzerain et lui promettre des troupes.
- 1151-1153  et  1163-1168 : Guerre contre la Hongrie

Après avoir soumis les Serbes, Manuel continue ses attaques contre les Hongrois avec pour objectif l’annexion de leurs territoires le long de la rivière Save. Une victoire décisive près de Zemun lui permet de conclure un traité de paix en 1168 par lequel la Dalmatie et d'autres territoires aux confins de l'Empire lui sont cédés.
- 1155-1158 : Expédition italienne de Manuel Ier

Les troupes byzantines envahissent l’Apulie en 1155. L’Italie du sud se soulève contre la couronne sicilienne (Normands) et Bari ouvre ses portes aux armées byzantines. L’arrogance du général Michel Paléologue lui aliène ses alliés. Les Siciliens contre-attaquent à la bataille de Brindisi qui marque un tournant dans la guerre. Laissé seul le général Jean Doukas ne peut faire face et est capturé. L’armée impériale doit se retirer après avoir négocié une paix honorable avec le roi de Sicile.
- 1159-1161 : Campagne contre les Seldjoukides

Au printemps 1159 Manuel lance, conjointement avec Baudouin III de Jérusalem et Renaud de Châtillon, une campagne contre Nur ad-Din. Leurs armées se dirigent vers Alep où l’atabeg demande la paix. Ne voulant pas pousser son avantage, Manuel regagne Constantinople en passant par la Cilicie. L’année suivante il libère l'Isaurie de la présence seldjoukide.
- 1163-1168 : Guerre contre la Hongrie

Au cours des décennies 1150 et 1160, le royaume de Hongrie étend son territoire et son influence dans le but d'annexer les régions de Dalmatie et de Croatie, entrainant des tensions avec l’Empire byzantin. En 1167, Étienne refuse de donner à Manuel le contrôle des anciens territoires byzantins confiés à Béla comme apanage. La guerre éclate qui se termine par la bataille de Sirmium le 8 juillet 1167 au terme de laquelle les Hongrois sont forcés de demander la paix et d’accepter les conditions imposées par les Byzantins.
- 1171-1177 : Guerre contre Venise

Cette longue guerre résulte  de l’emprisonnement par les autorités byzantines de marchants et citoyens vénitiens dans l’empire. Quelque 10 000 Vénitiens sont emprisonnés à Constantinople. À Venise l’agitation devient telle que le doge Michel est forcé de déclarer la guerre en 1171. Celle-ci se termine par la défaite humiliante de Venise, mais ce n’est qu’en 1177 qu’une trêve est conclue, des escarmouches continuant durant toute cette période.
- 1176-1180 : Guerre contre les Seldjoukides

Manuel Ier Comnène avait été en paix avec le sultan Kılıç Arslan II  pendant les années 1170. Mais les Turcs voulaient  pousser plus avant vers l'ouest tandis que les Byzantins voulaient reconquérir les territoires d'Asie mineure perdus après la bataille de Manzikert. Cette guerre se termine par la bataille de Myriokephalon   le 17 septembre 1176. Les deux parties souffrent des pertes considérables, mais la destruction des engins de siège prive l’armée byzantine de possibilité de continuer la conquête. Comme celle de Manzikert, la bataille de Myriokephalon devait frapper l’imaginaire en prouvant que l'Empire ne pouvait plus chasser les Turcs d'Anatolie.
- 1180-1185: Guerre contre la Hongrie

Prenant avantage des conflits intérieurs qui suivent  la mort de l’empereur Manuel Ier, Béla III de Hongrie reprend la Croatie, la Dalmatie et la Syrmie, restaurant la suzeraineté hongroise sur ces territoires perdus quatorze ans auparavant.
- 1185-1186 : Dernière tentative normande d’invasion

Le règne d’Andronic Comnène et son régime de terreur entraine une guerre civile à Byzance. Guillaume II de Sicile  juge le moment favorable pour partir à la conquête de l’Empire byzantin. Sa flotte prend Dyrrhachium en juin pendant que l’armée de terre fonce sur le Péloponnèse arrivant devant Thessalonique en aout. Sur ces entrefaites Andronic est renversé par Isaac l’Ange. Le général Alexis Branas fait reculer les Normands qui doivent abandonner leurs nouvelles conquêtes. Seules les iles de Céphalonie et de Zacynthe demeurent en leur possession.
- 1189-1190 : Conflit larvé entre l’Empire byzantin et l’Empire romain-germanique au cours de la Troisième Croisade

L'empereur germanique Frédéric Barberousse doit affronter l’hostilité de l’empereur byzantin Isaac Ange lequel, allié du sultan seldjoukide, est en guerre contre le royaume de Sicile, un allié du Saint-Empire romain germanique. S’il n’ose pas engager le combat, Isaac cherche à ralentir l’armée germanique. Témoignant son déplaisir, Frédéric fait saccager la région de Philippopolis et la ville d’Andrinople; Isaac Ange doit céder et faire traverser le Bosphore à l’armée germanique, tout en informant Saladin de la progression des croisés. L’armée croisée toutefois se débandera après la noyade de l’empereur en juin 1190.

## XIIIesiècle
- 1203-1204 : Quatrième croisade et prise de Constantinople par les croisés

Lancée en novembre 1199 et regroupant à l’origine des chevaliers du nord de la France, cette Quatrième Croisade avait pour but la conquête de l’Égypte, prélude à celle de la Terre Sainte. Elle fut toutefois détournée de ce but par Venise en 1202, laquelle accepte de transporter les Croisés pourvu que ceux-ci l’aide à reprendre Zara, maintenant possession hongroise. La croisade aboutit à la prise et au pillage de Constantinople par les croisés en 1204, et à la fondation de l'Empire latin de Constantinople qui dura jusqu'en 1261.
- 1204-1214 : Guerre entre l’Empire latin et l’empire de Nicée

Un des États successeurs de l’Empire byzantin, l’empire de Nicée occupait une large bande de terre s’étendant de la mer Égée à la mer Noire. Théodore Ier Laskaris avait réussi à édifier un État politiquement stable et économiquement viable en Asie Mineure. Ses successeurs, Jean III Doukas Vatatzès et Théodore II Laskaris, avaient étendu le territoire de cet empire en Europe, encerclant progressivement Constantinople. La reconstitution d’une flotte par Théodore Laskaris alarme Henri de Hainaut, successeur de Baudouin Ier, qui décide d’envahir l’empire de Nicée. L’armée de Théodore ne peut résister et est battue à la bataille du fleuve Rhyndakos le 15 octobre 1211. Les Latins prennent ainsi le contrôle de la côte nord-ouest de l’Asie Mineure depuis Nicomédie jusqu’à Adramyttion. En 1214, Théodore conclut un traité de paix avec l’Empire latin à Nymphaion, par lequel les deux empires se reconnaissent mutuellement et fixent leurs frontières réciproques.
- 1205-1206 : Siège de Trébizonde

Tentative infructueuse du Sultanat de Roum, qui s’était emparé de diverses cités grecques à l’ouest de l’Asie mineure, de capturer Trébizonde sur les rivages de la mer Noire, capitale de l’Empire du même nom. Après cet échec, le sultan Kay Khusraw reportera son attention contre l'empire de Nicée et réussira à s'emparer de la ville d'Antalya.
- 1211 : Bataille d'Antioche-sur-le-Méandre

Engagement militaire près d'Antioche-sur-le-Méandre entre les forces de l'empire de Nicée et les Seldjoukides du Sultanat de Roum. La défaite turque assure à l'empire de Nicée son hégémonie sur la côte occidentale de l'Asie Mineure. Le sultan Kay Khusraw Ier est tué dans la bataille.
- 1214 : Siège et capture de Sinope

Sinope était un port important de l’empire de Trébizonde sur la mer Noire. En 1214, le sultan Kay Kâwus Ier, successeur de Kauy Khusraw, assiège la ville. L’empereur de Trébizonde, Alexis Ier tente de briser le siège. Lors d’une sortie. Il est capturé et la ville doit se rendre le 1er novembre.
- 1215-1227 : Expansion de l’Épire sous Théodore Comnène Doukas

Après la chute de Constantinople Théodore Ange Comnène Doukas servit l’empereur Théodore Ier Lascaris à Nicée jusqu’à ce qu’il soit rappelé en Épire par son demi-frère Michel auquel il succède en 1215 et dont il poursuit la politique territoriale. Allié à la Serbie, il étend son pouvoir sur la Macédoine, puis s’empare du Royaume latin de Thessalonique dont il se proclame « empereur », espérant conquérir Constantinople tout comme son rival de Nicée, l’empereur Jean III Vatatzès.
- 1222-1223 : Siège de Trébizonde par le Seldjoukides

À son avènement, l’empereur de Trébizonde Andronic Ier fait face aux menaces du Sultanat de Roum. Un de ses premiers gestes est de négocier un traité de paix avec le sultan Melik, traité qui est bientôt rompu. Melik vient assiéger Trébizonde en 1222-1223 et la cité est sur le point de succomber lorsque survient une tempête d’une violence exceptionnelle. Les Seldjoukides doivent lever le siège et battre en retraite ; elle est alors décimée par les tribus Matzoukaites, peuple des montagnes allié de Trébizonde.
- 1230 : Guerre entre l’Épire et la Bulgarie

Après s’être fait couronner empereur de Thessalonique, Théodore Comnène Doukas, qui ambitionne de conquérir l’ancien empire byzantin, décide de marcher sur Constantinople. Toutefois, son armée oblique en cours de route et, malgré le traité d’amitié signé entre lui et le tsar bulgare en 1221/1222, envahit la Bulgarie. Lorsque le tsar Ivan Assen II a vent de cette attaque, il réunit une petite armée et marche à la rencontre de Théodore. Le 9 mars, les deux armées en viennent aux mains près du village de Klokotnitsa. Les Bulgares ont le dessus ; la Bulgarie devient la puissance dominante de la région des Balkans, alors qu’un point final est mis à l’ascension fulgurante de l’Épire.
- 1235 : Siège de Constantinople par les forces conjuguées des Empires de Nicée et de la Bulgarie

Siège mené par les Bulgares, vainqueurs à la bataille de Klokotnisa, et les Nicéens qui commencent à s’installer en Grèce continentale contre la capitale de l'Empire latin d'Orient et l'empereur Jean de Brienne. Les troupes bulgaro-nicéennes menées par Jean III Doukas Vatatzès et le tsar Ivan Asen II échouent dans leur tentative.
- 1254-1256 : Campagne de Théodore II dans les Balkans

Après la mort de Jean III Vatatzès, le jeune tsar bulgare Michel II Asen souhaite reprendre les terres acquises par Jean III en Thrace et en Macédoine. En décembre 1254 ou janvier 1255, il lance une invasion : plusieurs forteresses et cités, comme Skopje ou Veles tombent. Théodore II repousse cette invasion et contraint Michel II Doukas, qui dirige le despotat d'Épire à lui céder Dyrrhachium.
- 1257-1259 : Guerre entre l’empire de Nicée et l’Épire

La puissance montante de l’empire de Nicée dans le sud des Balkans et l’ambition de Michel VIII Paléologue de reconquérir Constantinople conduit à la formation d’une coalition entre les Grecs d’Épire sous Michel II Comnène Doukas, et le prince d’Achaïe, Guillaume de Villehardouin, auquel s’allie Manfred de Sicile. L’affrontement décisif a lieu à la bataille de Pélagonie   en septembre 1259. Elle résulte en une victoire des forces nicéennes ; Guillaume est fait prisonnier. Cette bataille ouvre la voie à la reprise de Constantinople par Michel VIII.
- 1261 : Prise de Constantinople par Michel VIII Paléologue

Après la bataille de Pélagonie, Michel Paléologue peut librement porter son attention sur Constantinople. Il traverse l'Hellespont en janvier 1260 avec son armée et se dirige vers la ville. Les évènements se rapportant au siège diffèrent grandement selon les chroniqueurs de l’époque. Quoi qu’il en soit, le siège échoue et en août 1260, un armistice est signé entre Michel VIII et Baudouin II d'une durée d'un an. L’année suivante, une force byzantine dirigée par Alexis Strategopoulos, envoyée reconnaitre les environs de Constantinople, constate que les forces latines ont quitté la ville. Il réussit à s’y introduire de nuit. Constantinople est reprise le 25 juillet 1261.
- 1263-1266 : Campagne de Morée contre la principauté d’Achaïe

La bataille de Pélagonie marque le début du déclin de la principauté d’Achaïe, jusque-là le plus important État latin de la région. Capturé, Guillaume doit céder aux Byzantins une partie du sud-est de la Morée, dont la ville de Mistra. Rapidement, les Francs et les Byzantins entrent en conflit, et une armée byzantine envahit la principauté. Toutefois, les Byzantins, affaiblis et démoralisés par la défection de nombreux mercenaires turcs passés au service de leur adversaire, essuient une lourde défaite à la bataille de Makryplági, laquelle survenant après la défaite de Prinitza l'année précédente sonne le glas de la tentative de reconquête de la Morée.
- vers 1272-1280 : Campagne de l’amiral Licario pour recouvrer l’Eubée et autres iles de la mer Égée

Licario est un amiral byzantin d'origine italienne. En désaccord avec les barons de l'Eubée, sa terre d'origine, il entre au service de l'empereur Michel VIII Paléologue et reconquiert pour le compte des Byzantins la plupart des îles de la mer Égée. En récompense, il reçoit l'Eubée comme fief et obtient le rang de mégaduc (amiral de la marine byzantine).
- 1272/1273 ou 1274/1275 : Campagne de Michel VIII Paléologue contre Jean Ier Doukas de Thessalie

La date de cette campagne est incertaine. Michel VIII Paléologue, que l’Acte d’Union des Églises a mis à l’abri d’une attaque des Latins, lance une offensive contre la Thessalie de Jean Doukas. Son armée est placée sous le commandement de son frère, le despote Jean Paléologue. Surpris par l'avance rapide des forces impériales, Jean Doukas parvient à s'enfermer dans sa capitale, Neopatras, avec quelques hommes et bientôt, les Byzantins assiègent celle-ci. Avec les renforts envoyés par le duc d’Athènes, Guillaume de la Roche, les Byzantins essuient une défaite complète aux mains de l’armée latine plus petite, mais plus disciplinée.
- 1274-1275 : Offensive byzantine contre l’Albanie occupée par les Angevins

En 1258, Manfred de Sicile s’était emparé de Corfou et de la côte albanaise et de l’intérieur du pays jusqu’à Bérat. Reconnu successeur de Manfred, Charles d’Anjou s’était empressé en 1272 de créer le Royaume d’Albanie, annulant les privilèges des nobles locaux. Ceux-ci contactèrent Michel VIII qui lance une campagne en Albanie en 1274. Après avoir capturé Spinarizza, Bérat et Butrint, les forces byzantines occupent l’ensemble du pays, à l’exception de Dyrrhachium et de Valona.
- 1279 : Échec des campagnes contre la Bulgarie

En 1277, au cours d'un soulèvement populaire contre l'empereur Constantin Ier Asên incapable de faire face aux raids des Mongols, Ivailo devint tsar de Bulgarie. L'empereur byzantin Michel VIII Paléologue décide plutôt d’imposer son allié Ivan Asen III sur le trône. Une armée de 10 000 hommes envoyée contre Ivaïlo est défaite à la bataille de Devina et une seconde subit le même sort avant même d’avoir atteint les Balkans. La guerre civile en Bulgarie continue jusqu'en 1280 lorsqu'Ivailo doit à son tour fuir face aux Mongols.
- 1280-1281 : Les Angevins doivent se retirer d’Albanie

La présence byzantine à Butrint avait alarmé le despote d’Épire, Nicéphore Ier qui promit de faire hommage à Charles d’Anjou. En 1278, ses forces capturèrent Butrint. Mais en 1279, Charles d’Anjou ordonna à son vicaire général à Corfou, Hugues de Sully, de reprendre non seulement Butrint mais également tout ce qui avait appartenu à Manfred et se trouvait maintenant occupé par le despotat d’Épire. Une grande offensive est préparée et en 1280, Hugues de Sully assiège Bérat. Le siège dure plus d’un an, mais finalement Hugues de Sully est fait prisonnier dans une embuscade. Une grande partie de l’Albanie est alors reprise alors que les Vêpres siciliennes mettent fin au régime angevin.
- 1296-1302 : Guerre entre Byzance et Venise

Ce conflit entre la république de Venise et l'Empire byzantin, se greffe sur une guerre opposant Venise et la république de Gênes de 1294 à 1299. En juillet 1296 le Vénitien Ruggiero Morosini Malabranca prend et incendie le quartier génois de Péra près de Constantinople. L'empereur Andronic II fait arrêter en représailles les Vénitiens de Constantinople qui sont ensuite massacrés par les Génois. Les opérations commencent après la paix de Milan (1299) et se déroulent principalement dans les mers Égée et de Marmara. Les Byzantins proposent une paix signée le 4 octobre 1302 aux termes de laquelle les Vénitiens rendent la plupart des iles conquises.

## XIVesiècle
- 1302-1305 : Guerre contre les Turcs ottomans

Le règne d'Andronic se caractérise par une suite de défaites pour l'Empire byzantin. En 1302, à la bataille de Bapheus, l'armée byzantine  est vaincue par les troupes ottomanes d'Osman Ier, lesquelles capturent plusieurs forts situés entre Nicée et Nicomédie. Andronic II fait alors appel à la Compagnie catalane. En 1304 ceux-ci obligent les Turcs à lever le siège de Cyzique, mais se créent un territoire autonome alors que les Turcs reprennent l’offensive. Leur commandant sera tué en avril 1307 sur ordre de Michel IX.
- 1304-1305 : Guerre contre la Bulgarie de Théodore Svetoslav

Profitant du reflux des Mongols, Svetoslav avait étendu progressivement son pouvoir sur la Bessarabie. Dans le nord de la Thrace, il occupait les ports byzantins  de Messembria  et Anchialos  ainsi que Sozopolis  et Agathopolis . En 1304 les Byzantins contre-attaquent mais sont défaits à la bataille de Skafida; cette bataille se termine par une victoire bulgare qui permet au pays de retrouver une stabilité interne et de reconquérir la majeure partie de la Thrace.
- 1306-1310 : Conquête de Rhodes par les Hospitaliers

En 1306, le grand maître Foulques de Villaret de l’ordre de Saint-Jean-de-Jérusalem (les Hospitaliers) débarque sur l’ile, possession byzantine et s’empare de celle-ci à l’exception de la ville de Rhodes. L'empereur Andronic II Paléologue envoie des renforts pour tenter de conserver cette position stratégique, proche de l'Asie mineure alors menacée par les Turcs. Ce n’est qu’en aout 1310 que les Hospitaliers s’en emparent et  y transfèrent leur couvent.
- 1326-1338 : Capture progressive des cités byzantines du nord-ouest de l’Anatolie par les Ottomans

Bursa  tombe en 1326 et devient la première capitale de l’Empire ottoman. Le moment le plus important de cette progression est  la bataille de Pélékanon qui a lieu les 10 et 11 juin 1329 entre une force expéditionnaire byzantine dirigée par Andronic III et une armée ottomane dirigée par Orhan. L’armée byzantine bien armée et disciplinée est défaite par des forces turques composées d’irréguliers. L’effet psychologique est énorme. Les Ottomans continueront leur progression en prenant Nicée en 1331 et Nicomédie en 1337.
- 1332 : Bataille de Rusokastro

Cette bataille a lieu le 18 juillet 1332, près du village de Rusokastro, en Bulgarie, entre les armées de l'Empire bulgare dirigé par l’empereur Ivan Alexandre  et celles de l'Empire Byzantin commandée par Andronic III. Elle se termine par une victoire bulgare et sera la dernière bataille entre l'Empire bulgare et l'Empire byzantin.
- 1333-1340 : l’empereur Andronic III recouvre l’Épire et  la Thessalie

En 1328, les Bulgares avaient envahi la Thrace  mais le tsar bulgare Michel III avait préféré ne pas pousser son avance et avait signé un traité de paix avec Constantinople en 1330. En 1332-1333, Andronic III reprend le contrôle de la Thessalie à la suite du décès du sebastokrator Étienne Gabrielopoulos. La révolte de Syrgiannès Paléologue en 1333 conduit celui-ci à s’allier avec Uroš Dušan lequel envahit la Macédoine byzantine. En 1337-1338, il annexe le despotat d'Épire, alors sous la régence de sa parente Anne Paléologue Cantacuzène.
- 1343-1348 : Stefan Uroš IV Dušan de Serbie  conquiert l’Albanie, la Macédoine et l’Épire

En 1341 avait éclaté à Constantinople une guerre civile entre la régente Anne de Savoie et Jean Cantacuzène. Ce dernier trouva refuge en Serbie. Profitant de la guerre civile à Constantinople, Dušan occupe l’Albanie. En 1347, Jean Cantacuzène devient officiellement empereur sous le nom de Jean VI. L’année suivante les Serbes s’emparent de l’Épire et de la Thessalie à l’exception de la ville de Thessalonique.
- 1348-1349 : Guerre entre l’Empire byzantin et Gènes

Cette guerre a pour cause le contrôle des tarifs douaniers dans le Bosphore. Les Byzantins tentent de briser le monopole qu’exercent les Génois de Galata sur l’approvisionnement et le commerce maritime. Leur flotte qui venait à peine d’être remise en service est  capturée par les Génois; en représailles les Byzantins brulent les entrepôts et le quartier génois de Galata; un accord de paix est conclu par lequel les Génois s’engagent à payer des réparations de guerre; les droits de douane byzantins sont maintenus.
- Décennie 1360 : Conquête ottomane d’Andrinople

Malgré la reconquête de Gallipoli  par Byzance en 1366 un nombre croissant d’Ottomans passent d'Anatolie en Europe, prenant  progressivement  contrôle des plaines de Thrace et poussant vers les montagnes des Rhodopes à l'ouest et les principautés bulgares au nord. La conquête d’Andrinople a lieu au cours de la décennie 1360, mais l’année exacte fait l’objet de controverse entre spécialistes.
- 1394-1402 : Siège de Constantinople

Ce siège qui s’étalera sur huit ans s'apparente plutôt à un blocus isolant Constantinople du reste du monde, du moins par voie terrestre, la faiblesse de la marine ottomane permettant aux Byzantins de recevoir assistance par voie maritime. Il sera levé lorsque l'empereur turco-mongol Tamerlan apparaitra aux frontières de l’Empire ottoman, forçant ces derniers à lever le siège; Bayezid sera vaincu par les Ottomans à la bataille d’Ankara.

## XVesiècle
- 1411 : Siège de Constantinople

Tentative de Musa Çelebi, prétendant au trône ottoman, de s'emparer de Constantinople. Le siège est interrompu par l'intervention en faveur des Byzantins de Mehmed, frère et rival de Musa.
- 1422 : Siège de Constantinople

Premier siège de grande envergure organisé par les Ottomans après les blocus de 1391-1392 et 1394-1402. Il fait suite aux tentatives de l'empereur Manuel II Paléologue d'interférer dans la succession des sultans ottomans après la mort de Mehmed Ier en 1421. Pendant le siège, Mustapha, frère de Mourad, se proclame sultan, ce qui force Mourad à lever le siège pour aller défendre son trône.
- 1422-1430 : Siège de Thessalonique

En 1422, le sultan Mourad II veut punir les Byzantins de leurs interventions dans les affaires dynastiques ottomanes. Il fait le siège de Thessalonique prise par les Turcs en 1387 et rendue aux Byzantins par le traité de Gallipoli de 1403. En 1423, épuisé par le siège et par les offensives des tribus turques sur sa frontière orientale, l'Empire byzantin cède la cité en ruines à la république de Venise, qui assume mollement  la défense de la ville. Mourad s’empare de la cité en 1430.
- 1453 : Chute de Constantinople aux mains des Ottomans

Le siège commence au début du mois d’avril 1453 alors que l’Empire byzantin est réduit à Constantinople et à ses environs immédiats. Malgré de multiples appels à l’aide des Byzantins en direction de l’Occident, seules quelques rares troupes italiennes combattent aux côtés des 5 000 défenseurs constantinopolitains conduits par l’empereur Constantin XI. Les défenseurs sont largement surpassés en nombre par les 80 000 à 100 000 soldats ottomans soutenus par une flotte de plus de 120 navires. Après avoir résisté à plusieurs assauts, les Byzantins finissent par céder le 29 mai 1453. S’ensuit le pillage de la ville et l’entrée de Mehmed II dans la cité.
- 1460 : Mehmet II conquiert le despotat de Morée

Les deux frères Demetrios et Thomas Paléologue, frères de l’empereur Constantin XI, se partageaient le pouvoir en Morée, officiellement province byzantine. Leur gouvernement  impopulaire provoque une révolte des Alabano-grecs qui appellent les Ottomans à leur aide. Les deux frères, qui se disputent continuellement, se trouvant dans l’incapacité de payer le tribut dû au sultan turc Mehmet, celui-ci envahit la Morée en mai 1460. Demetrios est fait prisonnier mais Thomas réussit à s’enfuir.
- 1461 : Mehmet II s’empare de l’empire de Trébizonde, dernier État successeur important de l’Empire byzantin

Les souverains de Trébizonde poursuivent activement une politique d’alliance  auprès de leurs voisins en plus de promouvoir l’idée d’une nouvelle croisade en Occident. Alarmé, Mehmed II se débarrasse successivement de tous les alliés potentiels de Trébizonde dans la région avant de mettre le siège devant la ville. À une date inconnue mais généralement située vers le milieu du mois d'août 1461, Mehmed II entre en grande pompe dans Trébizonde conquise, marquant la fin définitive de la domination grecque dans le Pont.
- 1475 : Mehmet II s’empare de la principauté de Théodoros

En 1362, le basileus Jean V Paléologue avait confié  le thème de Théodoros en Crimée à l’un de ses parents, le thémarque Démetrios Paléologue-Gavras, qui y avait établi une dynastie de souche mi-byzantine, mi-arménienne, laquelle fit de Théodoros une principauté indépendante, résistant aux Tatars et disputant aux Génois le contrôle de la côte. En décembre 1475, après avoir conquis les autres  places fortes tatares le long de la côte de Crimée, les Ottomans capturent la capitale, Doros, après un siège de trois mois, mettant ainsi définitivement fin au dernier État successeur de l’Empire byzantin.